# Адольф Фрідріх II Мекленбург-Штреліцький
Адольф-Фрідріх II (нім. Adolf Friedrich II; 19 жовтня 1658 — 12 травня 1708) — 1-й герцог Мекленбург-Штреліцький від 1701 року. Його герцогство було частиною Священної римської імперії.

## Біографія
Будучи молодшим сином герцога Мекленбургского Адольфа Фрідріха I і Марії Катаріни, дочки герцога Юліуса Ернста Брауншвейг-Данненберзького, він, після смерті герцога Густава Адольфа Мекленбург-Гюстровського в 1695 році, котрий не залишив спадкоємців, вирішив домогтися цього князівства, що однак, виявилося не так просто. Герцог Фрідріх-Вільгельм Мекленбург-Шверінский спробував знову об'єднати під своєю владою весь Мекленбург, проте це йому не вдалося. Невизначений правовий статус привів до багаторічного спору про правонаступництво в Мекленбурзі, який було вирішений тільки за допомогою іноземних держав.
Адольф-Фрідріх II був одружений три рази: Перший раз він одружився 23 вересня 1684 року в Гюстрові із Марією Мекленбург-Гюстровською (19 липня 1659, Гюстров — 16 грудня 1701, Штреліц), дочкою герцога Густава Адольфа Мекленбург-Гюстровського та принцеси Магдалени Сібіли Шлезвіг-Гольштейн-Готторпської. В шлюбі народилось 5 дітей.
Після напружених переговорів 8 березня 1701 в Гамбурзі c герцогом Фрідріхом-Вільгельмом Мекленбург-Шверинським була досягнута угода про те, що вони повинні обидва успадкувати герцогство Гюстрів. Фрідріх-Вільгельм отримав герцогство Мекленбург-Гюстрів. Адольф-Фрідріх отримав Рацебурзьке князівство, Штаргард і командорства Міров і Немеров. Ця територія потім стала Мекленбург-Штреліцьким герцогством, яке залишилося частиною території Мекленбурзького герцогства в цілому.
Вдруге він одружився 20 червня 1702 року в Штреліці із Йоганною Саксен-Гота-Альтенбурзькою, дочкою герцога Фрідріха I Саксен-Гота-Альтенбурзького та принцеси Магдалени Сібілли Саксен-Вейсенфельської (1648—1681). У них не було дітей.
Третього разу він одружився 10 червня 1705 року в Штреліці із Крістіаною Емілією Шварцбург-Зондерсгаузенською, дочкою князя Крістіана Вільгельма Шварцбург-Зондерсхаузенського та графині Антонії Сибілли Барбі-Мюлінгенської. Від неї мав двох дітей.
Адольф-Фрідріх II виявився досить далекоглядним князем. У 1706 році він видав указ, за яким його маленький син Адольф-Фрідріх повинен успадковувати батьківський престол. Адольф-Фрідріх II став родоначальником гілки Мекленбург-Штреліц Мекленбургскої династії, яка правила до 1918 року, і припинила своє існування після смерті останнього законного чоловічого представника династії в 1934 році.

## Родина
1 Дружина — Марія Мекленбург-Гюстровська (1659—1701), дочка герцога Густава Адольфа Мекленбург-Гюстровського
Діти:
- Адольф Фрідріх III (1686—1752);
- Магдалена Амалія (1689);
- Марія (1690);
- Елеонора Вільгельміна (1691);
- Густава Кароліна (1694—1748).

2 Дружина — Йоганна Саксен-Гота-Альтенбурзька (1680—1704), дочка герцога Фрідріха I Саксен-Гота-Альтенбурзького
Діти: не було
3 Дружина — Крістіана Емілія Шварцбург-Зондерсгаузенська (1681—1751), дочка князя Крістіана Вільгельма Шварцбург-Зондерсхаузенського.
Діти:
- Софія Крістіна Луіза (1706—1708);
- Карл Мекленбург-Штреліцький (1708—1752) — відомий як принц Міровський, одружений з Єлизаветою Альбертіною Саксен-Гільдбургхаузенською.